# Gaalse Heide
De Gaalse Heide is een met naaldhout beplante voormalige heide in Schaijk tussen de Mineursberg en de Schaijkse Heide, die deel uitmaakt van het Natuurpark Maashorst.
De Gaalse Heide is een zeer oud woongebied. Er zijn vondsten gedaan van menselijke bewoning daterend van ±6000 jaar voor Christus. Het gebied dat hoog boven het grondwater lag, was zeer geschikt voor menselijke bewoning. In 1957 is het gebied ontgonnen nadat de heer M. Peters te Gaal een Romeins kruikje had gevonden bij het afgraven van zand voor zijn kippenhokken. Bij de opgravingen is een Romeins grafveld aangetroffen uit de jaren 75-125 n.Chr. Er zijn tot nog toe ongeveer 20 graven bekend, waarvan er 15 een Romeins kruikje bevatten. Ook inheemse drinkbekers en een wrijfsteen werden aangetroffen. Mogelijk gaat het om graven van geromaniseerde inheemse soldaten.
Ook de landweer of linie die tijdens de belegering van Grave in 1674 werd aangelegd en waaraan de gemeente Landerd haar naam ontleent, lag in dit gebied.